# Damias procrena
Damias procrena är en fjärilsart som beskrevs av Edward Meyrick 1886. Damias procrena ingår i släktet Damias och familjen björnspinnare. Inga underarter finns listade i Catalogue of Life.